# Gurdev Singh
Gurdev Singh Kular (Sansarpur, 12 agosto 1933 – Leeds, 8 febbraio 2024) è stato un hockeista su prato indiano.
Partecipò ai Giochi olimpici del 1956, vincendo la medaglia d'oro.